# Jah Khalib
Jah Khalib (Джа Халіб, Жах Халіб, справжнє ім'я Бахтіяр Мамедов; нар. 29 вересня 1993) — казахський російськомовний репер, співак, бітмейкер і продюсер казахсько-азербайджанського походження.

## Біографія
Бахтіяр Мамедов народився 29 вересня 1993 року в місті Алмати. Батько — азербайджанець, мати — казашка. Навчався в музичній школі по класу саксофона. Закінчив факультет музикознавства і менеджменту Казахської національної консерваторії імені Курмангази.
Як бітмейкер і саунд-продюсер працював з багатьма казахстанськими реперами, серед яких PR’OXY, Santos, Antrax, Hirosima та ін. Розпочавши сольну кар'єру взяв собі сценічне ім'я Jah Khalib, де, за його словами, Khalib — це придумане ім'я, а Jah (Джа) — ім'я Бога в растафаріанстві. Велику популярність отримав завдяки соціальним мережам, де й поширювалися його треки — «Твои сонные глаза», «SnD», «Сжигая дотла», «Ты для меня». Незабаром виконавець став популярним не тільки в Казахстані, а й у інших країнах пострадянського простору.
У 2016 році випустив повноцінний сольний альбом «Если че, я Баха». Навесні наступного року зняв кліп на композицію «Лейла».
У червні 2017 року став лауреатом премії МУЗ-ТВ у номінації «Прорив року»

## Дискографія

### Альбоми
| Альбом                | Рік випуску |
| --------------------- | ----------- |
| KHALIBanija Dushi- EP | 2015        |
| Джазовый Грув         | 2016        |
| Всё что мы любим      | 2016        |
| Если че, я Баха       | 2016        |
| E.G.O                 | 2018        |

Сингли
- «Мамасита» 2017
- «Сегодня я нашёл тебя» 2017
- «Мамасита» 2017
- «Медина» 2018
- «Воу-воу палехчэ» 2018
- «А я её» 2018

### Видеокліпи
| Кліп             | Рік випуску |
| ---------------- | ----------- |
| ZNNKN            | 2015        |
| Sunshine Lady    | 2015        |
| Созвездие ангела | 2016        |
| Мелодия          | 2017        |
| Лейла            | 2017        |
| Медина           | 2018        |

## Скандали
У грудні 2015 року репер прибув до Криму, порушивши при цьому правила перетину кордону України, а також правила в'їзду іноземців на тимчасово окуповані території.